# James Palumbo

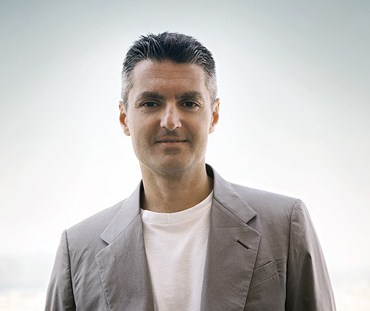
James Palumbo

James „Jamie“ Palumbo, Baron Palumbo of Southwark (* 6. Juni 1963 in London) ist Mitbegründer und Vorsitzender der Ministry of Sound Group, einem internationalen Musik- und Nachtclub-Unternehmen. Er wurde in der Sunday Times Rich List 2012 auf dem 441. Platz mit einem geschätzten Vermögen von 170.000.000 £ aufgeführt.

## Leben

Logo des Ministry of Sound

Palumbo besuchte 1976–81 das Eton College und studierte 1981–84 am Worcester College der Universität Oxford. Danach arbeitete er im Londoner Finanzbezirk 1984–86 bei Merrill Lynch, 1986–90 bei Morgan Grenfell und 1990–92 bei Hambro Magan.
Palumbo eröffnete den Nachtclub Ministry of Sound im Süden von London im September 1991 zusammen mit seinem Schulfreund Humphrey Waterhouse und dem DJ Justin Berkmann. Der Club war der Paradise Garage in New York nachempfunden, hatte eine 24-Stunden-Lizenz und nutzte den Trend der zu diesem Zeitpunkt in Großbritannien populären Dance Music. Allerdings hatte Palumbo Schwierigkeiten, Drogendealer aus dem Club fernzuhalten, was in einem Kampf, die Oberhand zu behalten, endete.
Ministry of Sound hat sich seit seiner Gründung in andere Bereiche wie Musik, Live-Events, Bars, Unterhaltungselektronik, Waren, Schönheit und anderen Lifestyle-Produkten ausgedehnt. Das Unternehmen hat auch eine Reihe von anderen Marken wie Hed Kandi erworben. Ministry of Sound hat Niederlassungen und nutzt Veranstaltungsorte in Deutschland, Australien, USA, Ägypten, Malaysia und Spanien und führt über 2.000 Veranstaltungen pro Jahr in über 30 Ländern durch. Ministry of Sound Recordings hat bisher über 50 Millionen Alben verkauft und gehört zu den größten unabhängigen Musikunternehmen der Welt. Im Jahr 2001 verkaufte Palumbo 16 % des Unternehmens an 3i für 24.000.000 £. Im Jahr 2008 wurde Lohan Presencer Chief Executive, Palumbo blieb aber Vorsitzender der Gruppe.

## Arbeit als Schriftsteller
Palumbos Debütroman Tomas über Gier und Korruption in der modernen Welt wurde im Juli 2009 veröffentlicht. Sein zweiter Roman 'Tancredi' wurde im September 2011 veröffentlicht.

## Politik
Palumbo hat eine Reihe von Freunden in der Politik. Dazu gehören Peter Mandelson, Baron Mandelson, der ehemalige Labour Minister, dem er während des 1997 Wahlkampfs einen Pkw mit Fahrer lieh, Simon Hughes, der stellvertretende Leiter der Liberal Democrats, den er seit 1991 unterstützt hat und Tom Sackville, der konservative Innenminister, mit dem er 1994 am Drogen Misuse Act arbeitete. 
Am 2. Oktober 2013 wurde er zum Life Peer mit dem Titel Baron Palumbo of Southwark, of Southwark in the London Borough of Southwark, erhoben und damit Mitglied des House of Lords. Im Parlament schloss er sich der Fraktion der Liberal Democrats an.

## Rechtsstreit mit seinem Vater
James Palumbo ist ein Sohn von Peter Palumbo, Baron Palumbo, aus dessen erster Ehe mit Denia Wigram. Er und seine Geschwister entfremdeten sich in einem frühen Alter von ihrem Vater. Im Jahr 1994 startete James Palumbo zusammen mit seiner Schwester Annabella Adams ein Gerichtsverfahren, in dem er behauptete, sein Vater habe die Stiftung für das Familienvermögen veruntreut, die von seinem Großvater Rudolph, einem erfolgreichen Bauträger, eingerichtet worden war. Im Jahr 1997 trat Peter Palumbo als Treuhänder zurück und neue Treuhänder wurden ernannt, um das Familienanvermögen zu verwalten. Im Jahr 2010 begann James Palumbo ein neues Verfahren gegen den Vater im Zusammenhang mit einer anderen Familienstiftung, dieses Mal zusammen mit Annabella Adams und ihrer jüngeren Schwester Laura Tikoo.

## Privatleben
Palumbo hat nie geheiratet. Er lebt in London mit seiner langjährigen thailändischen Freundin, Rawipim Paijit. Er hat einen Sohn, Alessandro, geboren im März 1991 von dessen iranischer Mutter Atoosa Hariri.